# District de Szob
Le district de Szob (en hongrois : Szobi járás) est un des 18 districts du comitat de Pest en Hongrie. Il compte 24 487 habitants et rassemble 17 localités : 15 communes et 2 villes dont Szob, son chef-lieu.
Cette entité existait déjà auparavant, entre 1886 et 1970.

## Localités
- Bernecebaráti
- Ipolydamásd
- Ipolytölgyes
- Kemence
- Kismaros
- Kóspallag
- Letkés
- Márianosztra
- Nagybörzsöny
- Nagymaros
- Perőcsény
- Szob
- Szokolya
- Tésa
- Verőce
- Vámosmikola
- Zebegény